# Оскемен
Оскемен или Уст-Каменогорск (каз. Өскемен, рус. Усть-Каменогорск) је град Казахстану у Источноказахстанској области. Према процени из 2010. у граду је живело 306.588 становника.

## Становништво
Према процени, у граду је 2010. живело 306.588 становника.
| 1979.    | 1989.    | 1999.    |
| -------- | -------- | -------- |
| 274.287. | 322.221. | 310.950. |